# Walgöter
Walgöter var enligt Olavslegenden en man från Västergötland som skall ha blivit kalla "Hundheden" för sin asatro och vars son Tove deltog i slaget vid Helgeå. 
Flera 1700-talshistoriker däribland Olof Dahlins Svea Rikes Historia (1750), Sven Lagerbring, Anders af Botin och Jacob Wilde har gjort antaganden att han varit jarl i Västergötland, och att Tove är identiskt med den Dux Tuph som omtalas hos Adam av Bremen.
Enligt samma historiker skall han även ha varit far till Kettil.
Walgöter är med säkerhet inte en historisk person.